# Ulmi, Prahova
Ulmi este o localitate componentă a orașului Urlați din județul Prahova, Muntenia, România.